# 雁鸣湖乡
雁鸣湖乡，是中国河南省郑州市中牟县下辖的一个乡镇级行政单位。

## 行政区划
雁鸣湖乡共辖以下地区：
朱固村、孙拔庄村、东村、西村、司口村、闫砦村、太平庄村、张庄村、万庄村、九堡村、辛寨村、小朱村、岳庄村、丁村、杏街村、韩砦村、小店村。